# Premužićeva staza
Premužićeva staza je pješački, planinarski put koji prolazi vršnim dijelovima sjevernog i srednjeg Velebita. Staza je dugačka 57 km, a prvih 16 km (8-9 sati hoda) prolazi područjem NP Sjeverni Velebit. Uobičajeni smjer kretanja je sa sjevera, od Planinarskog doma Zavižan (1594 m), preko prijevoja Veliki Alan  (1412 m) do Oštarijskih vrata (927 m). U knjizi Željka Poljaka „50 najljepših planinarskih izleta u Hrvatskoj“ jedino je Premužićeva staza dobila najvišu ocjenu.

## Izgradnja staze
Zasluga je organizatora, reformatora i osuvremenitelja hrvatskog planinarstva Ivana Krajača što je ing. Ante Premužić na Velebitu uspio trasirati ovaj turistički put.
Staza je izgrađena u samo četiri godine, od 1930. do 1933., a zbog kvalitete gradnje i uklopljenosti u prirodni okoliš ova staza predstavlja biser graditeljstva pješačkih puteva u Hrvatskoj. Nazvana je po šumarskom inženjeru Anti Premužiću (1889. – 1979.) koji je u to vrijeme bio građevinski referent u Direkciji šuma u Sušaku: on ju je projektirao, organizirao izgradnju i sudjelovao u njoj. Radove su izvodili brojni radnici iz podvelebitskih sela. Izgradnjom staze omogućen je pristup u najnepristupačnije i najljepše dijelove Velebita dotad poznate samo malom broju stanovnika.
Nije građena pomoću betona, cementa i suvremenih strojeva, već je primijenjena tehnika suhozidne gradnje koju su s koljena na koljeno prenosili stanovnici velebitskog podgorja. Zidanim serpentinama, podzidima, polutunelima i mostićima prolazi kroz najdivljiji i najnedostupniji velebitski krš. Trasirana je tako da nema velikih uspona, a visinska razlika između najviše i najniže točke u cijeloj njezinoj dužini je ukupno 700 m - najviša točka je na 1620 m u NP Sjeverni Velebit, a najniža od 920 m je na samom njezinom kraju, na Baškim Oštarijama koje pripadaju PP Velebit. Prosječni nagib je 10%, najveći je 20%, a prosječna širina staze je 1,2 m.

## Prelazak staze
Staza je odlično obilježena i ugodna za pješačenje, a kako nema velikih uspona njome mogu proći i ljudi nenavikli na planinarenje. Ipak, valja imati na umu da je to planinarska staza i da na njen obilazak svakako valja polaziti uz odgovarajuću pripremu, opremu i opskrbu (pojedine dionice traju i po šest sati hoda). Cijela staza obično se prolazi u tri dana.  Djelatnici Nacionalnog parka Sjeverni Velebit su postavljenjem poučnih tabli dio Premužićeve staze koja prolazi kroz NP Sjeverni Velebit pretvorili i u poučnu stazu. Svakih 700 m do 1 km nalaze se panoi na kojima se može saznati različite informacije o ovom kraju, samoj stazi, flori i fauni oko staze, uz informaciju gdje se nalazite.
Staza prolazi pokraj nekih vrhova Velebita kao što su: Veliki Zavižan (1676 m), Gromovača (1676 m), Vratarski kuk, Crikvena (1641 m), Goli vrh, Zečjak (1622 m), Visibaba, Šatorina (1624 m), Budakovo brdo, Bačić kuk (1304 m), Kiza (1214 m) i njome se na najbolji način upoznaje s ljepotama i značajkama Velebita. S planinskih vrhunaca pruža se prekrasan pogled na Jadransko more i otoke Pag, Rab, Goli, Prvić i Krk, te na ličko zaleđe s kontinentalne strane.
Na sjeveru prolazi područjem NP Sjeverni Velebit (do odvojka za Štokić Dulibu). Iza Rossijeva skloništa ulazi i u strogi rezervat prirode Hajdučki i Rožanski kukovi, koji, osim brojnih botaničkih i geoloških fenomena, obuhvaća i najpoznatije speleološke lokacije na Velebitu: Lukinu jamu, s 1421 m dubine 16. najdublju na svijetu i Slovačku jamu s 1320 m dubine 21. najdublju na svijetu. Nije dopušteno skretanje sa staze na Hajdučke i Rožanske kukove, jer prema članku 10. Zakona o zaštiti prirode u području strogog rezervata nije dopušteno nikakvo ljudsko djelovanje, izuzev znanstvenih istraživanja za koja je potrebno ishoditi dopuštenje od nadležne javne ustanove i/ili Ministarstva. Da bi se otežao pristup tim dijelovima, markacije koje vode prema kukovima su pred nekoliko godina prebojane sivom bojom.
Prilikom prolaska staze mogu se koristiti sljedeći planinarski objekti:
- Planinarski dom Zavižan
- Rossijevo sklonište
- Planinarska kuća na Alanu
- Planinarsko sklonište na Ograđenici
- Kugina kuća
- Planinarski dom u Ravnom Dabru
- Planinarski dom Vila Velebita u Baškim Oštarijama
- Planinarsko sklonište Skorpovac[8]

## Zanimljivosti
Premužićeva staza 2009. godine u cijeloj je svojoj dužini i službeno zaštićena kao kulturno dobro od nacionalnog značaja.

## Zaštita
Pod oznakom Z-4203 zavedeno je kao nepokretno kulturno dobro - kulturno povijesna cjelina, pravna statusa zaštićena kulturnog dobra, klasificirano kao "memorijalna cjelina".